# Fond d'Oxhe

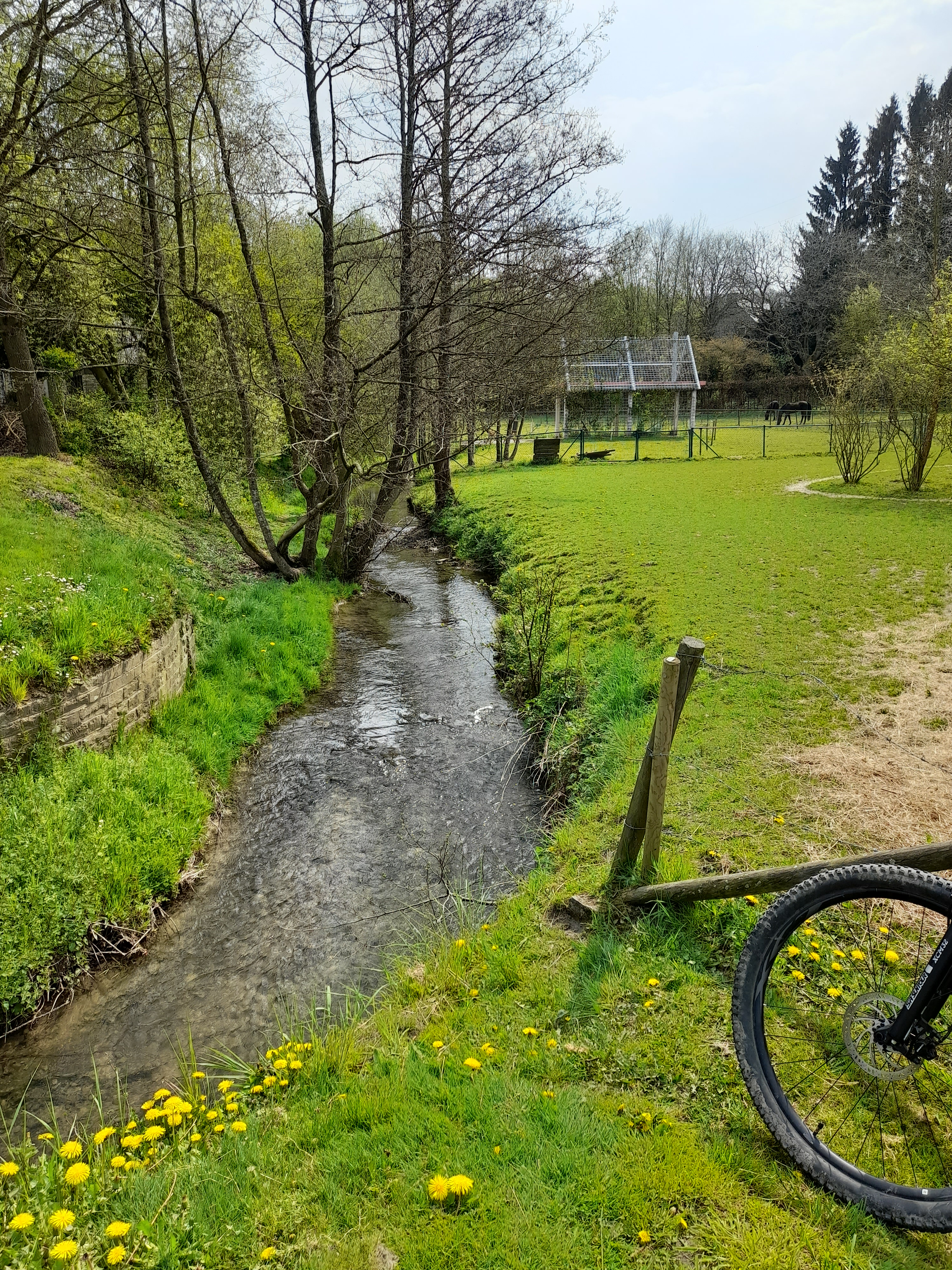

Le ruisseau du Fond d'Oxhe est un cours d'eau de Belgique, affluent de la Meuse et faisant donc partie du bassin versant de la Meuse. Il coule en province de Liège et se jette dans la Meuse en aval d'Ombret.

## Parcours
Deux petits ruisseaux voisins sont à l'origine du ruisseau du Fond d'Oxhe. Il s'agit du ruisseau d'Abée qui naît au château d'Abée (étang) et du ruisseau de Tillesse qui prend source près de Soheit-Tinlot dans le Condroz liégeois à une altitude d'environ 270 m. Le ruisseau du Fond d'Oxhe passe par Villers-le-Temple (hameaux de Mannehay et de Neufmoulin) où plusieurs moulins à eau étaient jadis en activité. 
Le cours d'eau pénètre alors en Ardenne condrusienne. Dès lors, le ruisseau creuse une vallée plus abrupte et boisée en arrosant les hameaux de Fond d'Oxhe et de Tour Malherbe où il reçoit comme affluent le ruisseau de Falogne. Arrivé aux Forges puis à Ombret, il contourne la colline du Thier d'Olne par l'est avant de rejoindre la rive droite de la Meuse en aval de la ferme de Hottine à une altitude de 87 m. 
Le sentier de grande randonnée GR 576 emprunte une partie de la vallée du ruisseau du Fond d'Oxhe. De nombreuses promenades sont possibles dans les bois environnants.